# Contrainte d'intégrité
Dans une base de données, une contrainte d'intégrité permet de garantir la cohérence des données lors des mises à jour de la base. En effet, les données d'une base ne sont pas indépendantes, mais obéissant à des règles sémantiques, après chaque mise à jour, le SGBD contrôle qu'aucune contrainte d'intégrité n'est violée.
Sous Oracle, les clés primaires sont systématiquement accompagnées d'un index défini de la même manière. Il existe pour ce SGBD différents types d'index qui autorisent la conservation de l'intégrité de la table.

## Exemple
Voici un ajout de contrainte en SQL reliant un ID à une clé étrangère :
```
alter
 
table
 
image_utilisateur
 
add
 
constraint
 
image_utilisateur_utilisateur_fk

   
foreign
 
key
 
(
utilisateur_sid
)
 
references
 
utilisateur
(
sid
);

```